# Concertzender
De Concertzender is een Nederlandse radiozender die klassieke muziek, oude muziek, jazz, wereldmuziek, chanson, nieuwe muziek en popmuziek uitzendt en zich daarbij niet beperkt tot populaire stromingen en de minder gebaande paden begaat.
Een groep vrijwilligers, waaronder muziekwetenschappers, kenners en critici zorgt voor de programmering. In de periode dat de Concertzender deel uitmaakte van de publieke omroep waren er ook enkele betaalde medewerkers. Door het maken en uitzenden van concertopnamen wordt speciale aandacht gevestigd op actuele Nederlandse musici, projecten en concerten.

## Geschiedenis

### Als lokale publieke en landelijke commerciële omroep
De Stichting Concertzender werd in 1982 opgericht als lokaal publiek radiostation te Amsterdam onder de vleugels van SALTO. Oprichters waren P. Hans Frankfurther en Jan Wolff. Na een aantal proefuitzendingen zond het station vanaf maart 1984 een aantal dagen per week van 7–9 en 19–24 uur uit op de Amsterdamse kabel vanuit De IJsbreker, centrum voor moderne muziek, waarvan Wolff directeur was. In 1987 werd dat uitgebreid tot dagelijks 7–24 uur, een paar jaar later uiteindelijk tot 24 uur per dag.
Vanaf 1 juni 1993 ging de Concertzender via de satelliet en kabelnetten in heel Nederland uitzenden. De kosten liepen daardoor op, waardoor er een aantal keren een reddingsactie nodig was onder de luisteraars en de muziekwereld. Per 1 mei 1996 plaatste de stichting zich onder de hoede van de commerciële omroepvereniging Veronica; dit hield echter op per 31 december 1997, waarna de VPRO de zender tijdelijk steunde.

### Bij de landelijke publieke omroep
Op 10 maart 1998 besloot mediastaatssecretaris Aad Nuis dat de Concertzender een "nevenactiviteit" van de Nederlandse Publieke Omroep kon worden, waarna op 29 oktober dat jaar de NOS en de Stichting Concertzender voor twee jaar een overeenkomst aangingen. Als nevenactiviteit kon het station echter niet uit de omroepbegroting bekostigd worden; na de wijziging van de Mediawet op 1 september 2000 kon dat wel. De Concertzender kwam in 2004 ook beschikbaar via DAB.
Vanaf 4 september 2006 werd het kanaal dat Concertzender tot september 2006 gebruikte op kabel, DAB en satelliet overgenomen door Radio 6, dat zich tot 15 april 2007 Concertzender Nieuwe Stijl noemde, terwijl het internetkanaal waarover de volledige Concertzenderprogrammering werd verspreid werd aangeduid als Concertzender Classic. 's Nachts, 's ochtends van 9–12 uur en grote delen van het weekend nam Radio 6 de programmering van Concertzender over; de ochtenduitzendingen werden per 1 juli 2007 ingekort tot 10–12 uur en vervielen helemaal per 3 september 2007.
Ondertussen was per 6 juni 2007 de volledige programmering weer landelijk beschikbaar gekomen via de digitale ether (DVB-T). Ook is de Concertzender in de tussentijd weer beschikbaar gekomen via de digitale kabel (CAIW en Ziggo, al dan niet alleen het "surround"-kanaal, zie onder). Ook kwam de Concertzender vanwege bindend advies van programmaraden weer beschikbaar via de analoge kabel in sommige regio's, waaronder Gouda, Krimpen a/d IJssel, Haarlem, Friesland en Rotterdam. Sommige kabelmaatschappijen stribbelden tegen, zodat de programmaraden onder andere in Haarlem en Amstelveen rechtszaken aanspanden.
Op 13 november 2008 werd bekend dat de NPO wilde gaan stoppen met de financiering van de Concertzender omdat deze niet meer in het bestel van publieke omroepen zou passen. Per 1 januari 2009 vervielen alle uitzendingen via Radio 6. De Concertzender hoopte nog enige tijd op voortzetting in de vorm van drie digitale themakanalen van de VPRO, maar er was uiteindelijk geen ruimte voor de voortzetting van de bestaande diversiteit aan genres en programma's.

### Terug naar Amsterdam, door naar Utrecht
Per november 2009 ging de Concertzender verder als lokale publieke omroep, weer bij SALTO in Amsterdam. Alle betaalde medewerkers werden ontslagen en de zender gaat weer alleen met vrijwilligers verder, op één betaalde directeur na. In 2011 vond de Concertzender samenwerking met muziekcentrum Vredenburg en verhuisde naar Utrecht. Daarnaast werd de Concertzender gesponsord door zakelijk dienstverlener Conclusion. Deze samenwerking duurde tot medio 2014. Daarna verhuisde de Concertzender naar een ruimte boven Theater Kikker aan de Ganzenmarkt in het centrum van Utrecht. In 2024 kreeg de zender de Zilveren Reissmicrofoon.

## Programmering
Typerend voor de programmering zijn de grote thematische blokken. Elke avond is gereserveerd voor een specifiek muziekgenre. Elke avond wordt integraal herhaald in de middaguren op een andere dag. (In de periode dat Radio 6 de programma's overnam werd echter 's middags hetzelfde genre als 's avonds uitgezonden, zodat er een vrijwel volledige verticale programmering ontstond.) Binnen de thematische blokken zijn er diverse programma's; veel zijn elke week hetzelfde, maar op andere uren is er een wisselend programma. 's Nachts worden meestal cd's integraal uitgezonden, maar regelmatig wordt dit vervangen door een bijzondere themanacht.
De genres die de Concertzender hanteert zijn: "nieuwe muziek" (moderne experimentele muziek), jazz, klassieke muziek, oude muziek, wereldmuziek en "culturele raakvlakken". Verder is er een avond gereserveerd voor opera en waren er bijdragen van Stichting Worm.
Nadat Kink FM op 1 oktober 2011 zijn deuren moest sluiten, nam de Concertzender het programma X-Rated over, een programma voor experimentele muziek, avant-garde, industrial, ambient en elektronische muziek.
Sinds september 2024 wordt elke eerste woensdagavond van de maand Pudding en Gisteren uitgezonden, een programma over progressieve rock vernoemd naar het gelijknamige Supersister album.

## Extra kanalen
Sinds 11 oktober 2005 zendt de Concertzender via een tweede radiokanaal, Surround Radio, op het internet als eerste Nederlandse radiozender uit in surround sound (met de Windows Media-technologie). In sommige gebieden is dit signaal beschikbaar via de digitale kabel.
In april/mei 2007 begon de Concertzender daarnaast met een aantal thematische kanalen waarop oude uitzendingen herhaald worden: nieuwe muziek, avant-garde popmuziek, klassieke muziek en oude muziek, in juni gevolgd door een kanaal met niet-westerse klassieke muziek. Daarna volgden kanalen met jazz, wereldmuziek, culturele raakvlakken, pop, ambient, "young professionals", en diverse kanalen voor specials, zoals November Music. In de zomer van 2009 werden nog kanalen met gregoriaanse zang, folk en hardbop toegevoegd.